# Meria tripunctata
Meria tripunctata – gatunek błonkówki z rodziny podwijkowatych i podrodziny Myzininae.
Gatunek opisany w 1790 roku przez Pietro Rossiego jako Tiphia tripunctata.
Błonkówka o ciele długości od 6 do 12 mm u samic i od 8 do 18 mm u samców oraz skrzydłach normalnie wykształconych. Głowa i tułów samicy czarne, czasem z czerwonawym przedpleczem, a jej odwłok czarny lub czerwonawy. Na tergitach od drugiego do czwartego obecne są u samicy małe, białe plamki. Samiec ma krawędzie przedplecza i tergitów od pierwszego do czwartego, stopy oraz fragmenty ud i goleni barwy żółtej, a na siódmym tergicie głębokie wcięcie.
W Europie wykazany został z Albanii, Austrii, Czech, Francji, Hiszpanii, Korsyki, Sardynii, Niemiec, Polski, Rosji, Sycylii i Włoch. Ponadto znany z wschodniej Palearktyki.